# Gustav Haloun
Gustav Haloun (12. ledna 1898 Brtnice – 24. prosince 1951, Cambridge, Spojené království) byl český sinolog.

## Život
Studoval ve Vídni a u Arthura von Rosthorn a v Lipsku u Augusta Conradyho. V Lipsku získal roku 1923 doktorát z filozofie.
V roce 1927 se habilitoval na Univerzitě Karlově v Praze, kde přednášel v letech 1926–1927. Poté vyučoval na univerzitě v Halle (1928–1931) a v Göttingenu (1931–1938), až jako odpůrce nacismu emigroval do Velké Británie, kde vedl sinologické oddělení na Univerzitě v Cambridge.
Zkoumal texty "Sta škol", zabýval se různými etniky (Baktrie, Jüe-č' a texty Guanzi (srov. Guan Zhong).
Halounova pozůstalost je v knihovně Univerzity v Cambridge.